# Pinguicula crystallina
Pinguicula crystallina este o specie de plante carnivore din genul Pinguicula, familia Lentibulariaceae, ordinul Lamiales.

## Subspecii
Această specie cuprinde următoarele subspecii:
- P. c. crystallina
- P. c. hirtiflora